# ۴ پادشاه دوم
پادشاه دوم ۴ که با نام ۴ پادشاه دوم نیز شناخته می شود (به انگلیسی: 4 Kings II)  یک فیلم درام جنایی تایلندی محصول ۲۰۲۳ است ، به کارگردانی و نویسندگی پوتیپونگ ناکتونگ. این فیلم دنباله‌ای بر فیلم  ۴ پادشاه است است، فیلمی که در سال ۲۰۲۱ پدیده‌ای را به‌عنوان پرفروش‌ترین فیلم تایلندی سال خلق کرد.

## خلاصه
این فیلم داستان قسمت قبل را ادامه می دهد.  زمانی که تومنگ، دانش آموز کانوکارچیوا مورد حمله قرار گرفت و به شدت مجروح شد، خشم در میان دانش آموزان کانوکارچیوا به وجود آمد. بنگ، رهبر دانش آموزان کانوک، از دانش آموزان بورانابوند که دشمن هستند، انتقام گرفت.
اما، آن طور که انتظار می رفت پیش نرفت. وقتی بنگ دستگیر شد، خواهرش بونگ مجبور شد از هر راه ممکن به او کمک کند.
در تضاد بین دانش‌آموزان این دو مدرسه، یات یک گانگستر بی‌سواد متغیر بود.  
حتی با وجود اینکه یات از نظر بیرونی شبیه یک دلقک به نظر می رسد، هر دو درس نخوانده و مواد مخدر مصرف می کنند. اما او در اعماق قلب خود احساساتی نسبت به دانشجویان فنی داشت که با یکدیگر دعوا کردند و باعث شدند پدربزرگش در تیراندازی متقابل گرفتار شود و باعث فلج شدن امروز شود.
یات و بنگ از دوران کودکی با هم دوست بودند.  سرانجام، دوستی که زمانی آن دو با هم داشتند به هم خورد.
صحنه پایانی بیلی است و اوه، حالا دوستان، در مراسم تشییع جنازه یات شرکت می کنند، او که اخیراً پس از مشاجره با بنگ توسط راک کشته شد. این فیلم تقدیم به تمام روح های از دست رفته در نبرد بین پسران حرفه ای است.